# Derramadero, San Luis Potosí
Derramadero är en ort i Mexiko.   Den ligger i kommunen Zaragoza och delstaten San Luis Potosí, i den centrala delen av landet, 300 km nordväst om huvudstaden Mexico City. Derramadero ligger 1 979 meter över havet och antalet invånare är 105.
Terrängen runt Derramadero är kuperad åt nordost, men åt sydväst är den platt. Runt Derramadero är det ganska glesbefolkat, med 31 invånare per kvadratkilometer. Närmaste större samhälle är Zaragoza, 9,7 km söder om Derramadero. Omgivningarna runt Derramadero är i huvudsak ett öppet busklandskap.